# Joseph Stilwell
Joseph Warren Stilwell (1883 - 1946) fue un militar estadounidense, general de cuatro estrellas, conocido por su servicio en China y Birmania durante la Segunda Guerra Mundial. Por su constante preocupación por sus soldados fue apodado "Tío Joe", aunque por su personalidad cáustica también recibió el sobrenombre de "Vinegar Joe."

## Primeros años
Stilwell nació el 19 de marzo de 1883 en Palatka (Florida).  Sus padres fueron el Doctor Benjamin Stilwell y Mary A. Peene.  Stilwell era la octava generación de un colono inglés que llegó a América en 1638, cuyos descendientes se establecieron en Nueva York hasta que nació su padre.  Llamado como un amigo de la familia así como por el doctor que lo trajo al mundo, su familia le llamaba Warren, se crio en Nueva York, bajo una estricta educación por su padre que incluía religión. Stilwell confesó años después a su hija que casi cogió instintos criminales, debido a que,"...me obligaban a ir a misa y a la escuela dominical, y viendo que poco bien le hace la religión a alguien, aconsejo pasarlas a todas por alto y usar el sentido común en su lugar."
Aunque se pasó de la fecha límite para la solictud de ingreso en la Academia, logró entrar a través de un familiar suyo que tenía buenas relaciones con el presidente William McKinley.  En West Point, Stilwell mostró habilidad en idiomas, como en francés, en que sacó la mejor nota de su promoción. En deportes, introdujo el baloncesto en la Academia, y participando en carreras de campo a través. Stilwell se graduó en la academia el 32.º de los 124 cadetes de su promoción.

## Carrera militar
Posteriormente, Stilwell enseñó en West Point, y asistió a un Curso de Infantería Avanzado. Durante la Primera Guerra Mundial, fue oficial de Inteligencia del 4.º Cuerpo y ayudó a diseñar la Ofensiva de Saint-Mihiel. Fue condecorado con la Medalla al Servicio Distinguido por su servicio en Francia.
Stilwell es recordado por su sobrenombre, "Vinegar Joe", que adquirió en su etapa de comandante en Fort Benning, Georgia.  Stilwell solía recibir duras críticas por sus ejercicios, y un subordinado suyo le dibujó una caricatura en la que sostenía una botella de vinagre. Stilwell la puso en un tablón y la distribuyó por la tropa.
En el periodo de entreguerras, Stilwell viajó tres veces a China, donde aprendió Chino, y fue agregado militar de la Embajada de Estados Unidos de 1935 a 1939.  Entre 1939 y 1940 sirvió en la 2.ª División de Infantería y de 1940 a 1941 organizó la 7.ª División de Infantería en Fort Ord, California.  Aquí, su liderazgo le valió el apelativo de “Tío Joe.”
Previo a la Segunda Guerra Mundial, Stilwell fue reconocido comandante de cuerpo del Ejército y fue primeramente elegido para planear y dirigir la Invasión Aliada de Norte de África.  Sin embargo, cuando fue necesario enviar a un oficial a China para mantener aquel país en guerra, Stilwell fue elegido, a regañadientes, por el presidente Franklin Roosevelt y su viejo amigo, el jefe de Estado Mayor George C. Marshall. Fue jefe de Estado Mayor de Chiang Kai-Shek, y comandante del Teatro China-India-Birmania responsable de hacer llegar el material de Préstamo y Arriendo a China, y más tarde subcomandante del Mando del Sudeste de Asia. Desgraciadamente, pese a su posición en China, pronto se convirtió en un obstáculo en la ayuda de Préstamo y Arriendo y la política China.

## Birmania
Su papel en el Teatro China-India-Birmania, con un mando geográfico similar a sus colegas Dwight D. Eisenhower y Douglas MacArthur, era más complejo por su menor prioridad en suministros y personal y una necesidad de equilibrar política y Ejército. Británicos y Chinos estaban insuficientemente equipados para resistir las ofensivas japonesas. Chiang estaba interesado en guardar el material de Préstamo y Arriendo para su posterior uso en una inevitable guerra civil. La reticencia de Chiang se reforzó después de que dos ejércitos suyos estuvieran paralizados en Birmania con un mando extranjero. Sin embargo, el primer paso para la lucha era reformar el Ejército Chino. A la vez que daba a Stilwell el mando de algunas tropas chinas, Chiang prefería que la guerra en China se hiciera en el aire con la aviación del General Claire Chennault. Esto, empujó a Chennault y Stilwell en una confrontación por el material de Préstamo y Arriendo que llegaba por el Himalaya desde la India británica — conocido como "La Joroba."
Llegó a Birmania justo para presenciar el derrumbe aliado en ese país, que privó a China de cualquier ruta de suministro terrestre o marítima. Stilwell en persona extrajo a las tropas americanas fuera de Birmania a pie.

### Diferencias con Chiang
Stilwell estaba constantemente en desacuerdos con Chiang - al que Stilwell llamaba "Peanut" (cacahuete o maní) en sus informes- sobre la coordinación de las fuerzas chinas contra los japoneses. A Chiang le preocupaba que sus tropas no estuvieran entrenadas ni abastecidas, para así poder luchar contra los Comunistas de Mao Zedong, tras el fin de la guerra. Exasperado por lo que él consideraba corrupción, y la incompetencia de Chiang, Stilwell a menudo remitía informes a Washington lamentando la desidia de Chiang. En efecto, la creencia Stilwell de que Chiang y sus generales eran incompetentes y corruptos alcanzó tales proporciones, que Stilwell estimó cortar la ayuda de Préstamo y Arriendo a China. En su diario, bien escondido, Stilwell empezó a tomar nota de la corrupción y el dinero derrochado (380.584.000 dólares de 1944) por el gobierno de Chiang.

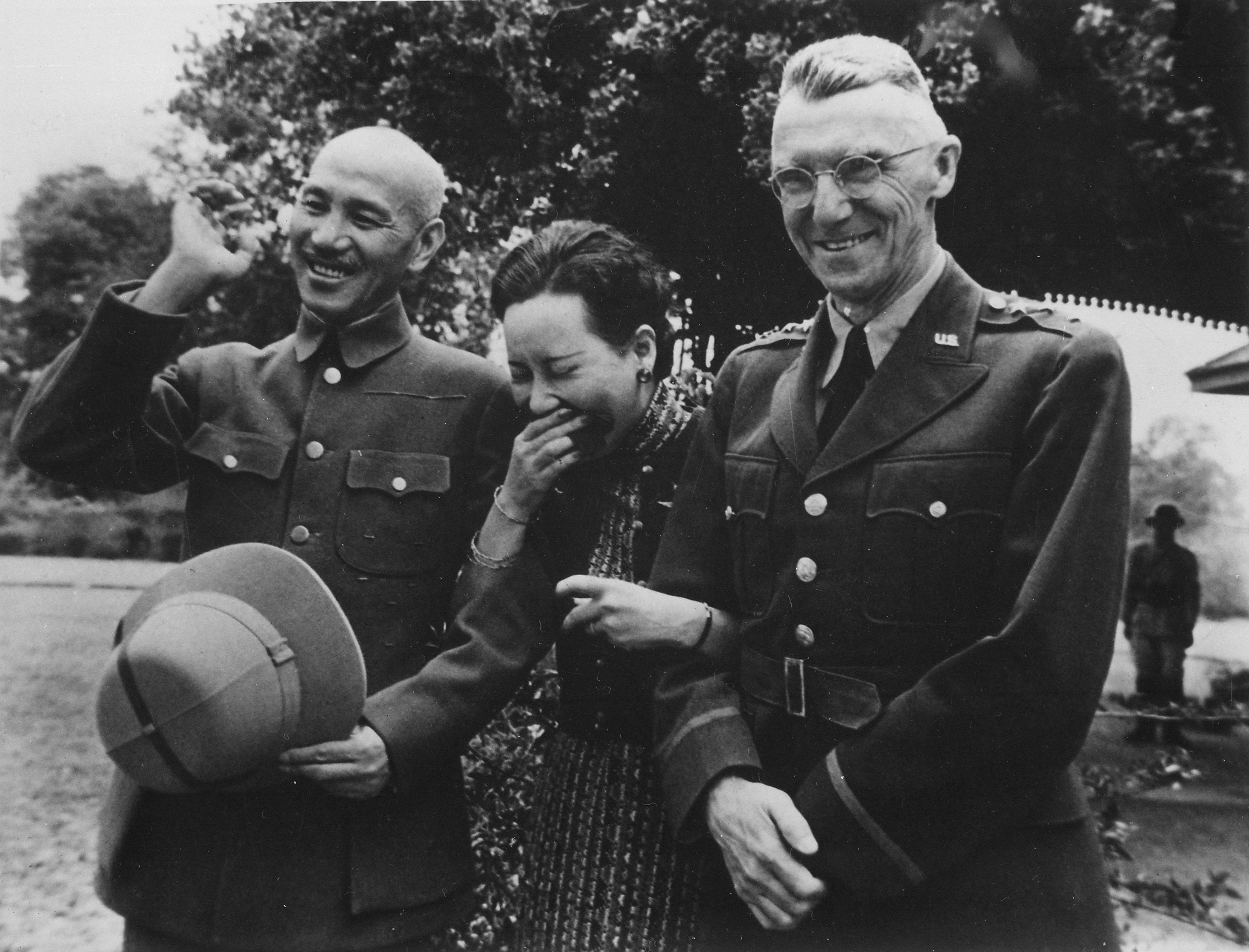
"El generalísimo Chiang Kai-shek y su esposa Soong May-ling con el teniente general Joseph Stilwell durante la Segunda Guerra Chino-Japonesa."

### Otros conflictos
Stilwell discutía continuamente con el Mariscal de Campo Archibald Wavell,  y creía que los británicos en la India estaban más preocupados en proteger sus colonias que en ayudar a China en su lucha contra Japón.
Establecido el nuevo mando del Sudeste de Asia en agosto de 1943, Stilwell fue nombrado Segundo Comandante Supremo Aliado bajo el mando de Lord Louis Mountbatten. Preparó a los chinos para una ofensiva en el norte de Birmania y el 21 de diciembre asumió el control directo para capturar la ciudad de Myitkyina, que no cayó hasta agosto de 1944.
Un enfrentamiento conocido durante la contienda fue entre Stilwell y Claire Chennault, comandante de los "Tigres Voladores". Chennault mandaba la Fuerza Aérea China y estaba muy unido a la familia de Chiang. Stilwell insistió en que la idea era insostenible, y ninguna campaña aérea se llevaría a cabo hasta que no se fortificaran las bases con infantería. Chiang se opuso, en vez de seguir el consejo de Chennault, y le permitió acumular material y personal. En consecuencia, en 1944 los japoneses lanzaron una contraofensiva que les permitió tomar una serie de aeródromos y dio la razón a Stilwell. Sin embargo, Chiang manipuló la situación para culpar a Stilwell por los éxitos japoneses, haciendo que los estadounidenses le destituyeran.
A pesar de estas dificultades, Stilwell logró liderar a Chinos y británicos para terminar la Carretera Ledo, que alcanzaba el extremo norte de la Carretera de Birmania, como ruta terrestre primaria de suministros a China. La Carretera Ledo fue renombrada Carretera Stilwell en reconocimiento por sus esfuerzos.

### Regreso a Estados Unidos
En octubre de 1944 Stilwell fue relevado de su cargo por el presidente Franklin D. Roosevelt. Regresó a Estados Unidos y fue recibido por dos generales en el aeropuerto, que le ordenaron no responder a los medios sobre el asunto Chino.
Stilwell, presionando para lograr más compromiso por parte de los chinos, había hecho contactos diplomáticos con el ejército comunista liderado por Mao Zedong. Debido a la oposición de Chiang Kai-Shek de ser ensombrecido por el militar estadounidense, hizo que lo retornaran a EE. UU. El periodista del New York Times Brooks Atkinson escribió en su día: "La decisión de relevar al General Stilwell representa el triunfo político de un régimen antidemocrático, más preocupado en fortalecerse que en expulsar a los invasores japoneses de su país.  América está comprometida... en apoyar a un régimen impopular y sin confianza en China, que dispone de tres servicios de policía secreta y campos de concentración para prisioneros políticos... los comunistas chinos... tienen buenos ejércitos que desean practicar una guerra de guerrillas contra los japoneses en el Norte de China -- en realidad se preparan para luchar contra el gobierno de Chiang... En efecto, si Japón no hubiera invadido China, Chiang Kai-shek habría aniquilado a los Comunistas y hoy la historia sería totalmente diferente!..."

## Nuevo cargo
A pesar de la provocación de la prensa, nunca se quejó de su trato por parte de Washington ni de Chiang.  Después fue comandante del 10.º Ejército en la batalla de Okinawa en 1945, y comandante del 6.º Ejército de los Estados Unidos.
Sus rasgos eran un viejo sombrero de campaña, botas de soldado, y sin insignias de su rango, caracterizándose así como un general de sus soldados."  A pesar de ello, fue criticado por privar de apoyo adecuado a los Merodeadores de Merrill que luchaban en Birmania.
Stilwell falleció de cáncer de estómago  el 12 de octubre de 1946 en el Presidio de San Francisco, todavía en el servicio activo.  Sus cenizas fueron esparcidas por el Océano Pacífico, y se instaló un cenotafio en el cementerio de West Point.
La casa de Stilwell en Carmel Point, California, es una propiedad privada con una placa en la entrada que la identifica.  Varias calles, edificios y barrios del país fueron llamados en su honor, incluyendo el Joseph Stilwell Middle School en Jacksonville, Florida.  El Soldiers’ Club que imaginó en 1940 (cuando no había clubes de soldados en el Ejército) se completó en 1943 en Fort Ord.  Años después se rebautizó el edificio “Stilwell Hall” en su honor, pero debido a la erosión a lo largo de los años, fue derribado en 2003. Su antigua residencia en Chongqing - ciudad a la orilla del río Yangtsé a donde el gobierno de Chiang se retiró desde Nankín- es hoy un museo en su honor.
Stillwell fue interpretado en el cine por John Hoyt en  Merrill's Marauders (1962), de Samuel Fuller; y por Robert Stack en 1941 (1979), de Steven Spielberg.
El 24 de agosto de 2000, el Servicio Postal de EE. UU. emitió una serie de 10¢ homenajenado a Stilwell.
La Carretera Ledo fue renombrada Carretera Stilwell en reconocimiento a sus esfuerzos.

## Premios y condecoraciones
Cruz al Servicio Distinguido, 
- Medalla la Servicio Distinguido con Hojas de Roble
- Legión al Mérito
- Medalla de la campaña de Filipinas
- Medalla de la Victoria en la Primera Guerra Mundial
- Medalla al servicio de China
- American Defense Service Medal
- Medalla de la Campaña Asia-Pacífico
- Medalla de la Victoria en la Segunda Guerra Mundial
- Caballero de la Légion d'honneur